# Arion (geslacht)
Arion is een geslacht van longslakken uit de familie wegslakken (Arionidae). De naam is afgeleid van de Oudgriekse dichter Arion. Tot het geslacht behoren enkele veelvoorkomende soorten zoals de rode wegslak.

## Soorten
- Arion anthracius Bourguignat, 1866
- Arion ater Linnaeus, 1758 – Duistere wegslak
- Arion atripunctatus Dumont & Mortillet, 1853
- Arion baeticus Garrido, Castillejo & Iglesias, 1994
- Arion circumscriptus Johnston, 1828  – Grauwe wegslak
- Arion distinctus J. Mabille, 1868 – Donkere wegslak
- Arion euthymeanus Florence, 1886
- Arion fagophilus de Winter, 1986
- Arion fasciatus (Nilsson, 1823)
- Arion flagellus Collinge, 1893
- Arion fuligineus Morelet, 1845
- Arion fuscus Müller, 1774 – Bruine wegslak
- Arion gilvus Torres Mínguez, 1925
- Arion hispanicus Simroth, 1886
- Arion hortensis A. Ferussac, 1819 – Zwarte wegslak
- Arion intermedius Normand, 1852 – Egelwegslak
- Arion iratii Garrido, Castillejo & Iglesias, 1995
- Arion lizarrustii Garrido, Castillejo & Iglesias, 1995
- Arion luisae Borrèda & Martínez-Ortí, 2014
- Arion lusitanicus Mabille, 1868
- Arion magnus Torres Mínguez, 1923
- Arion molinae Garrido, Castillejo & Iglesias, 1995
- Arion nobrei Pollonera, 1889
- Arion obesoductus P. L. Reischütz, 1973
- Arion occultus R. Anderson, 2004
- Arion owenii Davies, 1979
- Arion paularensis Wiktor & Parejo, 1989
- Arion ponsi Quintana, 2007
- Arion rufus Linnaeus, 1758  – Rode wegslak
- Arion sibiricus Simroth, 1902
- Arion silvaticus Lohmander, 1937 – Bos-wegslak
- Arion subfuscus (Draparnaud, 1805) – Oranjebruine wegslak
- Arion transsylvanus Simroth, 1885
- Arion urbiae de Winter, 1986
- Arion vulgaris Moquin-Tandon, 1855 – Spaanse wegslak
- Arion wiktori Parejo & R. Martín, 1990

Niet geaccepteerde soorten
- Arion alpinus Pollonera, 1887 → Arion obesoductus P. L. Reischütz, 1973
- Arion andersonii J. G. Cooper, 1872 → Prophysaon andersonii (J. G. Cooper, 1872)
- Arion anguloi Martín & Gómez, 1988 → Arion urbiae de Winter, 1986
- Arion aterrimus L. Pfeiffer & J. E. Gray, 1855 → Oopelta aterrima (L. Pfeiffer & J. E. Gray, 1855)
- Arion austeniana G. Nevill, 1880
- Arion coerulens Collinge, 1897 → Arion distinctus Mabille, 1868
- Arion cottianus Pollonera, 1889 → Arion distinctus Mabille, 1868
- Arion elongatus Collinge, 1894 → Arion hortensis A. Férussac, 1819
- Arion empiricorum A. Férussac, 1819 → Arion ater (Linnaeus, 1758)
- Arion foliolatus A. Gould, 1851 → Prophysaon foliolatum (A. Gould, 1851)
- Arion hessei Simroth, 1894 → Arion distinctus Mabille, 1868
- Arion minimus Simroth, 1885 → Arion distinctus Mabille, 1868
- Arion mollerii Pollonera, 1889 → Arion distinctus Mabille, 1868
- Arion rubellus Sterki, 1911 → Arion hortensis A. Férussac, 1819
- Arion vejdovskyi Babor & Koštál, 1893 → Arion distinctus Mabille, 1868
- Arion verrucosus Brevière, 1881 → Arion intermedius Normand, 1852